# Municipio de Turtle Creek (Ohio)
El municipio de Turtle Creek (en inglés: Turtle Creek Township) es un municipio ubicado en el condado de Shelby en el estado estadounidense de Ohio. En el año 2010 tenía una población de 1561 habitantes y una densidad poblacional de 19,95 personas por km².

## Geografía
El municipio de Turtle Creek se encuentra ubicado en las coordenadas 40°19′41″N 84°14′54″O / 40.32806, -84.24833. Según la Oficina del Censo de los Estados Unidos, el municipio tiene una superficie total de 78.25 km², de la cual 78,12 km² corresponden a tierra firme y (0,16 %) 0,12 km² es agua.

## Demografía
Según el censo de 2010, había 1561 personas residiendo en el municipio de Turtle Creek. La densidad de población era de 19,95 hab./km². De los 1561 habitantes, el municipio de Turtle Creek estaba compuesto por el 97,63 % blancos, el 0,26 % eran afroamericanos, el 0,06 % eran asiáticos, el 1,15 % eran de otras razas y el 0,9 % eran de una mezcla de razas. Del total de la población el 1,6 % eran hispanos o latinos de cualquier raza.